# Rebeka ze Słonecznego Potoku
Rebeka ze Słonecznego Potoku (znane również jako  	Dziewczątko ze Słonecznego Potoku oraz Różowa parasolka, ang. Rebecca of Sunnybrook Farm) – amerykańska powieść dla dziewcząt, z 1903 roku, autorstwa Kate Douglas Wiggin, należąca do klasyki literatury dziecięcej.

## Fabuła
Dziesięcioletnia, pochodząca z wielodzietnej rodziny, Rebeka Randall zamieszkuje z dwoma ciotkami, siostrami matki, w rodzinnej posiadłości w fikcyjnym miasteczku Riverboro, w stanie Maine. Pogodne i radosne usposobienie dziewczynki burzy spokojne i ustatkowane życie dwóch starszych panien, ale i wnosi w nie nieco radości i optymizmu.

## Kontynuacje
O innych przygodach Rebeki opowiada midquel z 1907 roku, zatytułowany Rebeka z Riverboro.
Eric Wiggin, cioteczny prawnuk pisarki, w 1990 roku wydał uwspółcześnioną i uzupełnioną o zakończenie wersję książki, a w kolejnych latach dalsze utwory z dodatkowymi przygodami bohaterki.

## Adaptacje

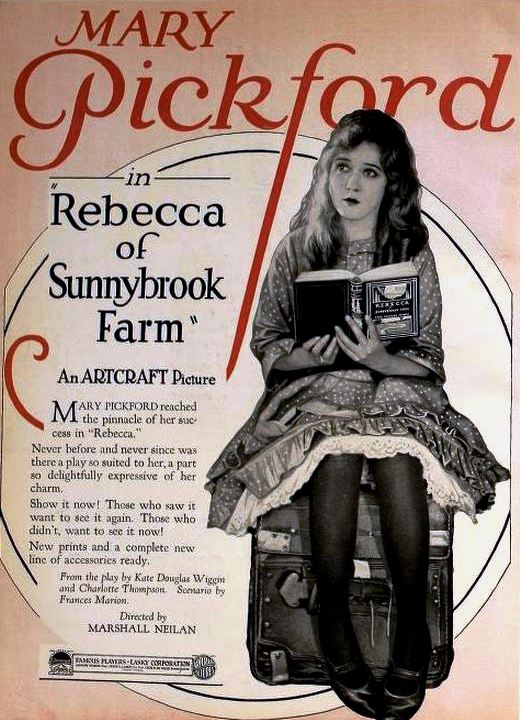
plakat z 1917 roku

W 1909 roku, na podstawie scenariusza autorstwa Wiggin i Charlotte Thompson, miał premierę spektakl teatralny, który trafił na Broadway.
W latach natomiast 1917, 1932 i 1938 na kanwach powieści powstały filmy fabularne. Postać Rebeki odtwarzały odpowiednio: Mary Pickford, Marian Nixon i Shirley Temple.

## Wydania polskie
Powieść ukazała się w Polsce po raz pierwszy prawdopodobnie w 1929 roku, jako Dziewczątko ze Słonecznego Potoku, nakładem Wydawnictwa Polskiego R. Wegner. Pierwsze powojenne wznowienie, będące przedrukiem przedwojennego, miało miejsce w 1991 roku, przez Oficynę Wydawniczą Graf z Gdańska. Wydawnictwo wznowiło utwór w 1993 roku, pod zmienionym tytułem Różowa parasolka.
W roku 1992 Polski Związek Niewidomych wydał powieść w formie książki mówionej (audiobooka) na siedmiu kasetach magnetofonowych.